# Porpra (heràldica)

Representacions del porpra

El porpra és un dels colors tradicionals menys utilitzats per l'heràldica. És un color entre el morat i el violeta que, en gravat, es representa mitjançant línies diagonals que baixen d'esquerra a dreta del camp o figura (això és, de dreta a esquerra de l'observador).
La tonalitat de púrpura que la Societat Catalana d'Heràldica recomana segons el sistema internacional Pantone és 244-T.
Tot i que aquest color no és dels més utilitzats en heràldica, el podem veure als campers de molts escuts de pobles catalans com ara Oliola, Albatàrrec o Sant Boi de Lluçanès.